# Virginie Gloum
Virginie Deborah Balezou Gloum (* 8. Juni 1972 in Bangui) ist eine ehemalige zentralafrikanische Leichtathletin, die sich auf den Langstrecken- und Marathonlauf spezialisiert hatte.
Virginie Gloum trat erstmals international bei den Leichtathletik-Weltmeisterschaften 1995 in Göteborg an. Dort stellte sie sowohl im 10.000-Meter-Lauf als auch im Marathonlauf neue nationale Rekorde auf.
Bei den Olympischen Sommerspielen 1996 in Atlanta ging Gloum im Marathonlauf an den Start. Jedoch wurde ihre Leistung nicht gewertet, da sie einem bürokratischen Fehler zum Opfer fiel. Grund hierfür war eine falsch aufgezeichnete Zeit im Qualifikationszeitraum für die Spiele. Mit dieser Zeit wäre Gloum für die Spiele qualifiziert gewesen. Jedoch hatte keine Athletin des Landes eine Olympianorm in der Leichtathletik erreicht, weshalb nur eine Athletin des Landes startberechtigt gewesen ist. Da Denise Ouabangui bereits im 400-Meter-Lauf zuvor gestartet war, wurde die Leistung von Gloum nicht gewertet. Diese Umstände wurden dem Comité National Olympique et Sportif Centrafricain jedoch nicht mitgeteilt, weshalb Gloum dennoch startete.